# VfL Gummersbach
Verein für Leibesübungen Gummersbach von 1861 e.V. je sportovní klub z německého města Gummersbach (spolková země Severní Porýní-Vestfálsko), známý především díky svému týmu mužské házené. Jeho sídlem je Schwalbe-Arena, důležité zápasy hraje v dortmundské Westfalenhallen.
Gummersbacher Turnverein byl založen 3. března 1861. V roce 1923 byl založen házenkářský oddíl a v roce 1937 vznikl fúzí s dalšími místními kluby VfL Gummersbach. Nejvyšší německou soutěž hraje Gummersbach od roku 1966, stal se mistrem Německa v letech 1966, 1967, 1969, 1973, 1974, 1975, 1976, 1982, 1983, 1985, 1988 a 1991 a vybojoval DHB-Pokal 1977, 1978, 1982, 1983 a 1985. Pětkrát vyhrál Ligu mistrů EHF (1967, 1970, 1971, 1974 a 1983), čtyřikrát Pohár vítězů pohárů EHF (1978, 1979, 2010 a 2011), dvakrát Pohár EHF (1982 a 2009) a dvakrát Superpohár EHF (1979 a 1983).
V roce 1983 vyhrál VfL Gummersbach anketu Německý sportovec roku v kategorii družstev. Korejský hráč klubu Yoon Kyung-shin získal v roce 2001 ocenění Hráč roku IHF.
VfL Gummersbach má také oddíly atletiky, cyklistiky, tenisu, stolního tenisu, karate a gymnastiky.